# Korg MS-20

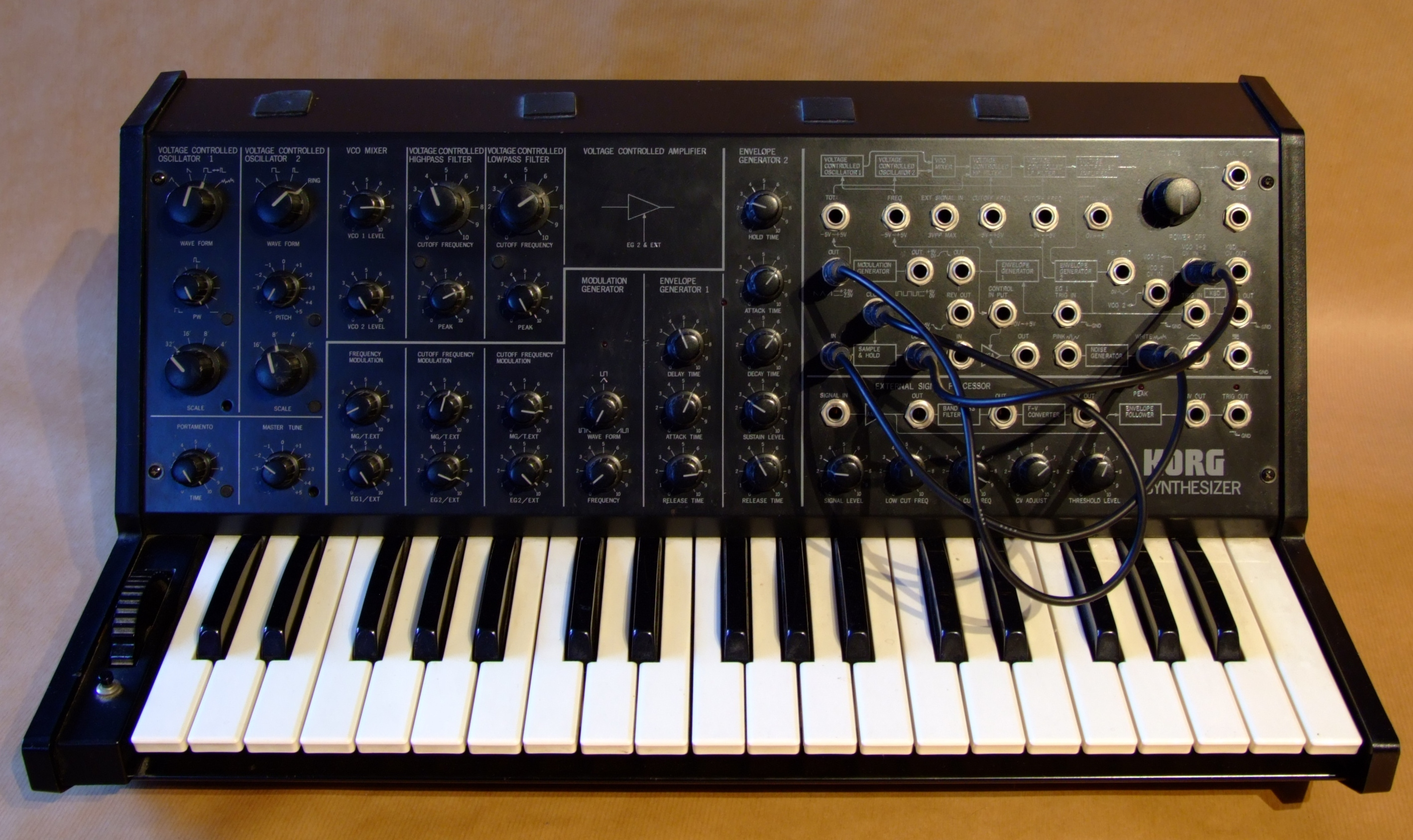
Korg MS-20

Korg MS-20 – semi-modularny syntezator monofoniczny firmy Korg z przełomu lat 70. i 80. XX w. MS-20 był produkowany od 1978 do 1983 roku. Jeden z najpopularniejszych syntezatorów analogowych.

## Dane techniczne

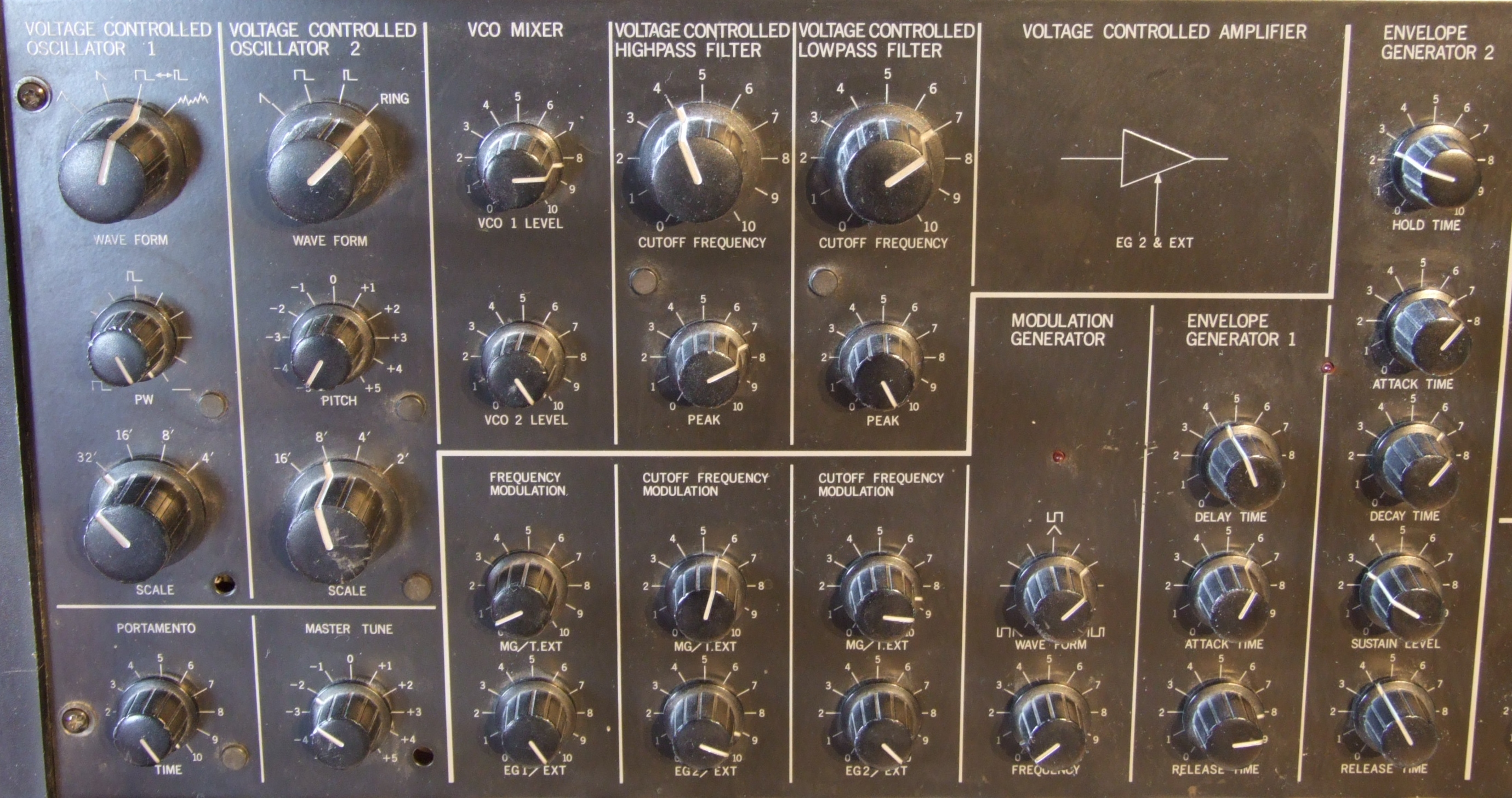
Sekcja VCO w MS-20

- oscylatory: 2x VCO plus generator szumu
- filtry: 2x VCF z możliwością wyboru typu: lowpass, highpass, notch, z wbudowaną obwiednią ADSR
- generatory niskich częstotliwości: 1x LFO z różnymi kształtami fal
- wzmacniacze: 2x VCA z obwiednią ADSR
- Inne: 37-klawiszowa klawiatura, pokrętło pitch bend (Pitch CV), funkcja sample and hold.

MS-20 pozwala na przepuszczanie przez swój filtr zewnętrznych sygnałów dźwiękowych (ta możliwość jest wykorzystywana np. przez kompozytora Aphex Twin).

## Użytkownicy
Syntezatora MS-20 używali między innymi:
- Kraftwerk
- Aphex Twin
- The Prodigy
- Jean-Michel Jarre
- Röyksopp
- Daft Punk
- Portishead
- William Ørbit
- Air
- Astral Projection
- D.A.F.
- Mr. Oizo